# Vrijheidsplein (Tbilisi)
Het Vrijheidsplein (Georgisch: თავისუფლების მოედანი, Tavisoeplebis Moëdani), voorheen Jerevanplein en Leninplein, is een plein in de Georgische hoofdstad Tbilisi. Het ligt aan de rand van het oude centrum in de wijk Sololaki en is het zuidelijke uiteinde van de prominente Roestavelilaan.

## Naamgeving
Sinds het ontstaan van het plein is de naam meerdere keren gewijzigd, op de golven van de politieke kleuring.
Het plein heette vanaf medio 1828 officieel Paskevitsj-Jerevanplein, naar de Russische overwinning onder leiding van Ivan Paskevitsj op Jerevan in de Russisch-Perzische Oorlog (1826-1828). Na enige tijd werd de verkorte naam Jerevanplein gebruikt.
Dit bleef tot 1917, toen tsaar Nicolaas II in de Februarirevolutie was afgezet en revolutionairen het idee opvatten de naam in Vrijheidsplein te veranderen. Na de sovjetisering van Georgië werd de naam in 1922 veranderd in Plein van de Transkaukasische Federatie, verwijzend naar de Transkaukasische Socialistische Federatieve Sovjetrepubliek waar Georgië van 1922 tot 1936 deel van uitmaakte.
Vervolgens werd het plein rond 1940 vernoemd naar Lavrenti Beria, een van de prominente Georgische leiders in de Sovjet-Unie en op dat moment hoofd van de  NKVD. Na zijn executie in 1953 werd de naam onmiddellijk veranderd ter ere van Vladimir Lenin, waarna in 1956 ook een zeven meter hoog standbeeld van Lenin midden op het plein gezet werd. Onder leiding van president Zviad Gamsachoerdia werd Georgië in 1990 ontdaan van Sovjet-toponiemen en werd Vrijheidsplein opnieuw geïntroduceerd.

## Geschiedenis
Het Vrijheidsplein is organisch ontstaan door gestage uitbreiding van de stad op deze plek met belangrijke gebouwen en de samenkomst van verschillende wegen. De oude stadsmuur liep langs de oostkant van het hedendaagse plein met een poort in de Kote Abchazistraat (voormalige Leselidzeztraat), waarvandaan twee belangrijke wegen de stad uit gingen. De ene naar het noorden, de latere Roestavelilaan, en de andere in westelijke richting naar Kodzjori. In de laatste decennia van de 18e eeuw waren er koninklijke tuinen ten noorden van het gebied en was er een karavanserai gevestigd. Ook werd er brandhout uit de naburige dorpen van Tbilisi op deze plaats verkocht.

### Ontwikkeling

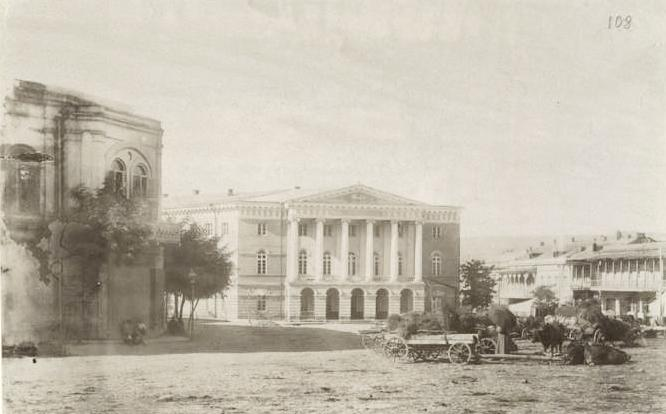
Jerevanplein medio jaren 1870. Het seminarie en links de karavanserai.

Na de Russische annexatie van het koninkrijk Kartli-Kachetië in 1801 begon de gestage stedelijke ontwikkeling van het gebied. In 1824 werd er het hoofdkwartier van het Russische Kaukasuskorps gebouwd. Dit gebouw staat nog steeds op de noordwestelijke hoek van het plein aan het begin van de Roestavelilaan. Jakob Zoebalasjvili, een telg uit een geslacht van industrialisten, bouwde in 1825 een hotel aan de noordkant van het plein. Dit Russische classicistische gebouw in de Poesjkinstraat huisveste vanaf 1838 het Tbilisi Theologisch Seminarium en vanaf 1950 het nationaal kunstmuseum.

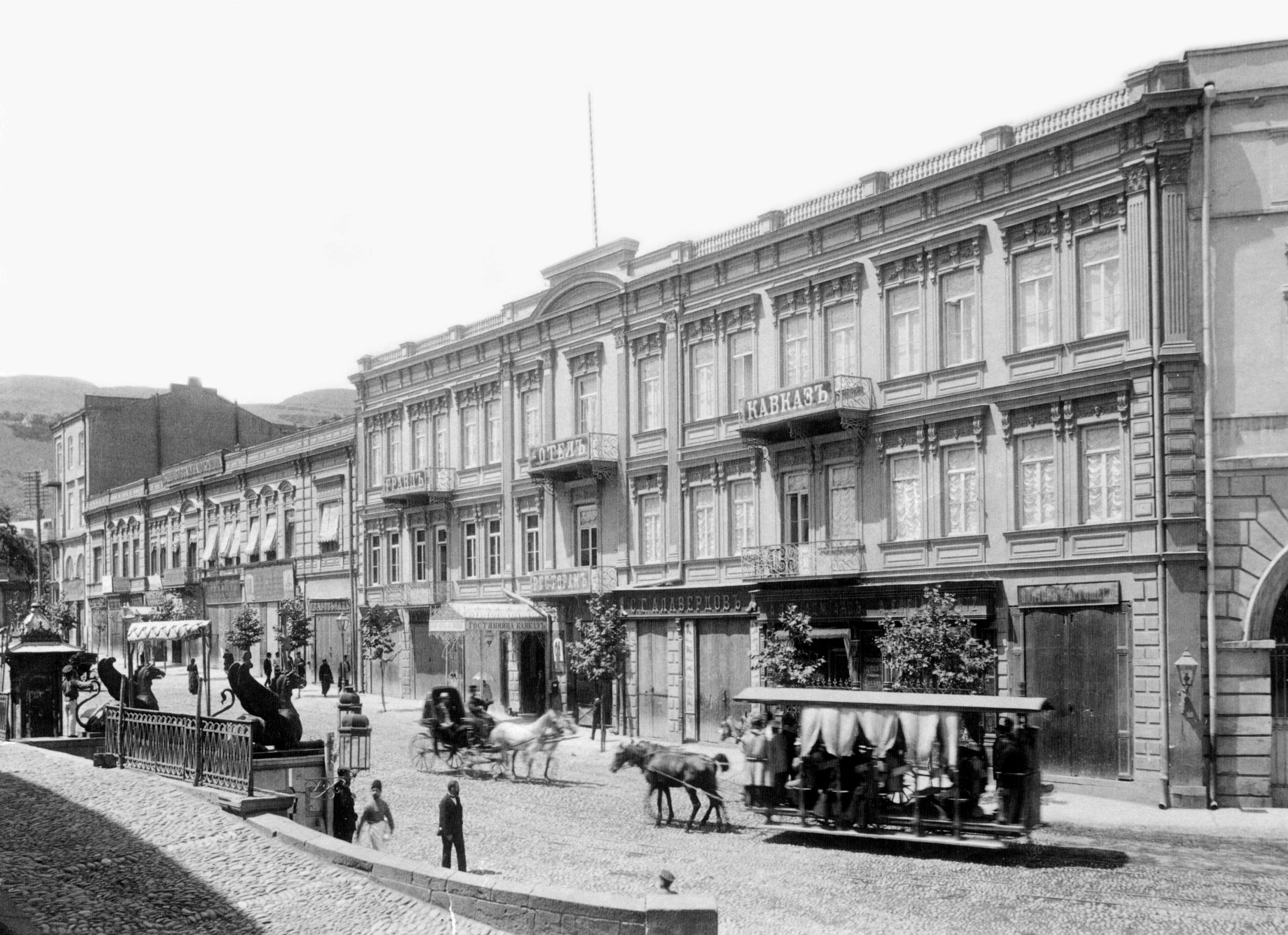
De westkant van het plein rond 1900. Hotel Kavkaz, op de plek waar sinds 2002 het Courtyard by Marriot hotel staat.

Er kwamen verschillende woningen, en medio 1828 werd er officieel een naam aan gegeven, het Paskevitsj-Jerevanplein of ook wel Jerevanplein. In de jaren 1830 kwam aan de zuidkant de Kanselarij van de hoofdcommissaris van politie en het politiebureau. Het gebouw werd sindsdien meerdere keren herbouwd en in 1879 werd de plek bestemd voor het stadsbestuur, waarna het gebouw een facade onder Neomoorse architectuur kreeg, dat nog steeds het Vrijheidsplein domineert in de zichtlijn vanaf de Roestavelilaan. Tot 2010 behield het de functie van stadhuis.
Onderkoning van de Kaukasus, Michail Vorontsov, liet vanaf 1847 onder architectuur van de Italiaan Giovanni Scudieri een nieuwe karavanserai op het plein en een groot theater- en operagebouw aan het plein bouwen, wat de eerste opera in de Kaukasus was. Het theater onder renaissancearchitectuur werd in 1851 geopend, maar werd in 1874 verwoest door brandstichting. Het gebouw werd niet meer gerestaureerd, met uitzondering van de winkels op de begane grond. In 1935 werden de restanten gesloopt.
Het plein werd in de jaren 1930 grondig herzien na de sovjetisering van Georgië in 1921. Het monumentale gebouw van de karavanserai, dat midden op het plein stond, werd in 1934 gesloopt om plaats te maken voor een marmeren vlakke tribune. Op deze plek kwam in 1956 een zeven meter hoog standbeeld van Lenin, dat in 1990 weer werd verwijderd. Hiervoor in de plaats kwam een fontein in een grasveld, om in 2006 vervangen te worden door het Sint-Joris monument gemaakt door Zoerab Tsereteli. In 2002 werden de gebouwen aan de westkant van het plein vervangen en kwam er het hotel Courtyard by Marriott.